# دوري آيسلندا الممتاز 1917
دوري آيسلندا الممتاز 1917 (بالآيسلندية: Efsta deild karla í knattspyrnu 1917)‏ هو الموسم 6 من  دوري آيسلندا الممتاز. كان عدد الأندية المشاركة فيه  3، وفاز فيه نادي فرام.